# Peter Broeker
Pour les articles homonymes, voir Broeker.
Peter Broeker est un ancien pilote automobile canadien, né le 15 mai 1929 à Hamilton (Ontario) et décédé le 4 novembre 1980 à Ottawa. Il participa à des courses de Formule Junior dans son pays au début des années 1960, avant de tenter sa chance en Formule 1 à l'occasion du Grand Prix des États-Unis 1963, à Watkins Glen, sur une Stebro à moteur Ford. Grâce aux nombreux abandons émaillant la course, il parvient à s'y classer septième, très loin du vainqueur. Ce sera son unique apparition en championnat du monde, Broeker se cantonnant ensuite aux courses nationales avant de mettre un terme à sa carrière sportive fin 1969.